# HAT-P-3b

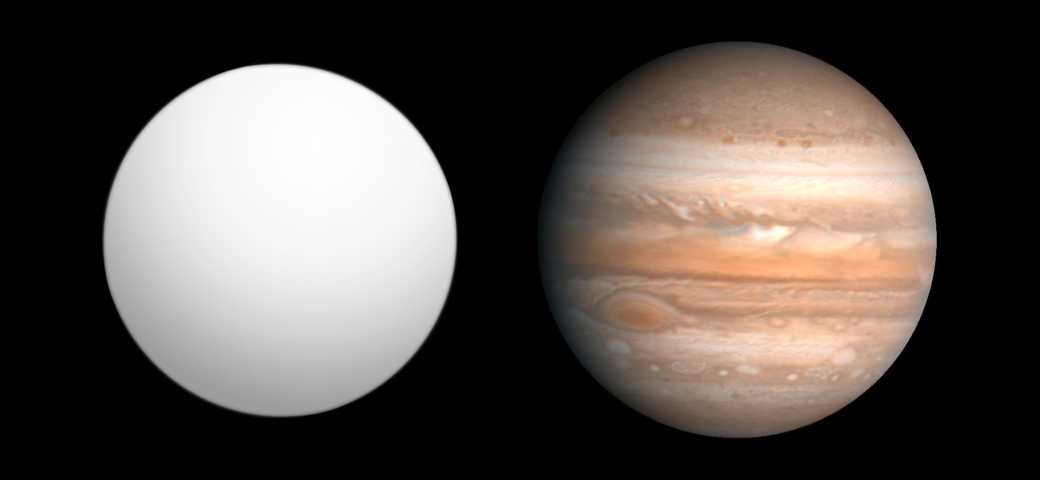
Comparação de tamanho de HAT-P-3b com Júpiter.

HAT-P-3b é um planeta extrassolar localizado a 457 anos-luz da Terra. Foi descoberto pelo projeto HATNet, usando o método de trânsito astronômico. A sua massa é estimada em cerca de 0,6 vezes a de Júpiter, com um centro de metais pesados de cerca de 75 massas terrestres, tornando-se semelhante ao planeta HD 149026 b.